# Пітершем (Массачусетс)
Пітершем (англ. Petersham) — місто (англ. town) в США, в окрузі Вустер штату Массачусетс. Населення — 1194 особи (2020).

## Демографія
Згідно з переписом 2010 року, у місті мешкали 1234 особи в 493 домогосподарствах у складі 344 родин. Було 546 помешкань
Расовий склад населення:
| - 98,3 % — білих - 0,4 % — азіатів - 0,2 % — чорних або афроамериканців - 0,1 % — корінних американців |

До двох чи більше рас належало 0,8 %. Частка іспаномовних становила 1,1 % від усіх жителів.
За віковим діапазоном населення розподілялося таким чином: 20,0 % — особи молодші 18 років, 62,9 % — особи у віці 18—64 років, 17,1 % — особи у віці 65 років та старші. Медіана віку мешканця становила 48,0 року. На 100 осіб жіночої статі у місті припадало 104,6 чоловіків;  на 100 жінок у віці від 18 років та старших — 100,2 чоловіків також старших 18 років.
Середній дохід на одне домашнє господарство  становив 84 122 долари США (медіана — 65 529), а середній дохід на одну сім'ю — 93 920 доларів (медіана — 67 500). Медіана доходів становила 45 156 доларів для чоловіків та 50 278 доларів для жінок. За межею бідності перебувало 5,4 % осіб, у тому числі 6,7 % дітей у віці до 18 років та 5,0 % осіб у віці 65 років та старших.
Цивільне працевлаштоване населення становило 624 особи. Основні галузі зайнятості: освіта, охорона здоров'я та соціальна допомога — 28,4 %, роздрібна торгівля — 13,6 %, виробництво — 12,0 %.